# Tomayrica
MOSTRARTÍTULO
Tomayrica es un centro poblado peruano ubicado en el distrito de Panao, perteneciente a la provincia de Pachitea del departamento de Huánuco. En el 2017 tenía una población de 711 habitantes según el INEI.Aunque, actualmente cuenta con 1600 habitantes según expediente realizado para la distritalización.
La creación a Municipalidad de Centro Poblado de Tomayrica se dio mediante la Ordenanza Municipal Provincial que crea a las municipalidades de centros poblados conforme a la Ley n° 27972, ley orgánica de municipalidades, mediante la ordenanza número 111 con fecha 10 de Junio del año 1998.

## Acerca de Tomayrica
Un lugar para respirar el aire fresco, su pachamanca, y comer trucha. Los pobladores se dedican a la agricultura en la producción de diferentes variedades de papa, y dentro de ellos producen para un tema de ventas y otros para consumo en el hogar.

## Geografía

### Ubicación
Tomayrica se encuentra ubicado en el distrito de Panao de la provincia de Pachitea del departamento de Huánuco, es un valle formado por el río de Tomayrica y Upamayu.

## Economía
La principal actividad es la agricultura, donde predomina la papa como producto principal que se produce. También se produce otros productos como olluco, oca, habas.

## Educación
El centro poblado de Tomayrica cuenta grado escolar Inicial, Primaria y Secundaria. Estos centros de educación son del sector público.

#### Inicial Jardín 421 Pública Tomayrica
Es la institución educativa de nivel publica para la enseñanza del grado inicial.

#### Escuela 32603 - TOMAYRICA
Es la institución educativa de nivel publica para la enseñanza del grado primario.

#### Colegio Tomayrica
Es la institución educativa de nivel publica para la enseñanza del grado secundario.

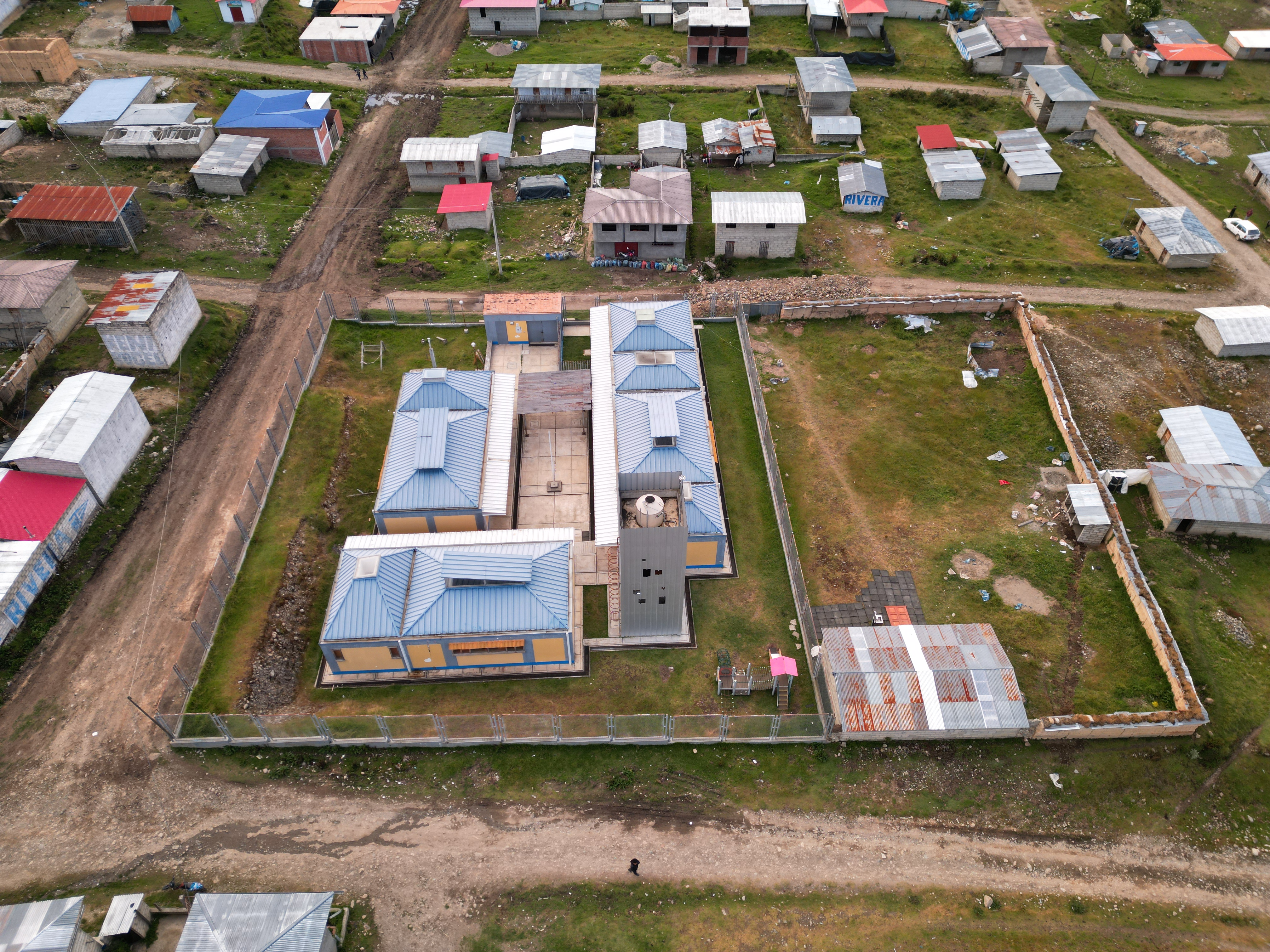
Inicial Jardín 421 Pública Tomayrica

## Caseríos
Actualmente el Centro Poblado de Tomayrica está formado por los siguientes caserios.

## Galería de imágenes
Galería de imágenes del centro poblado de Tomayrica. Estas imágenes son de autoría del señor Fidel Villanueva Delgado. 

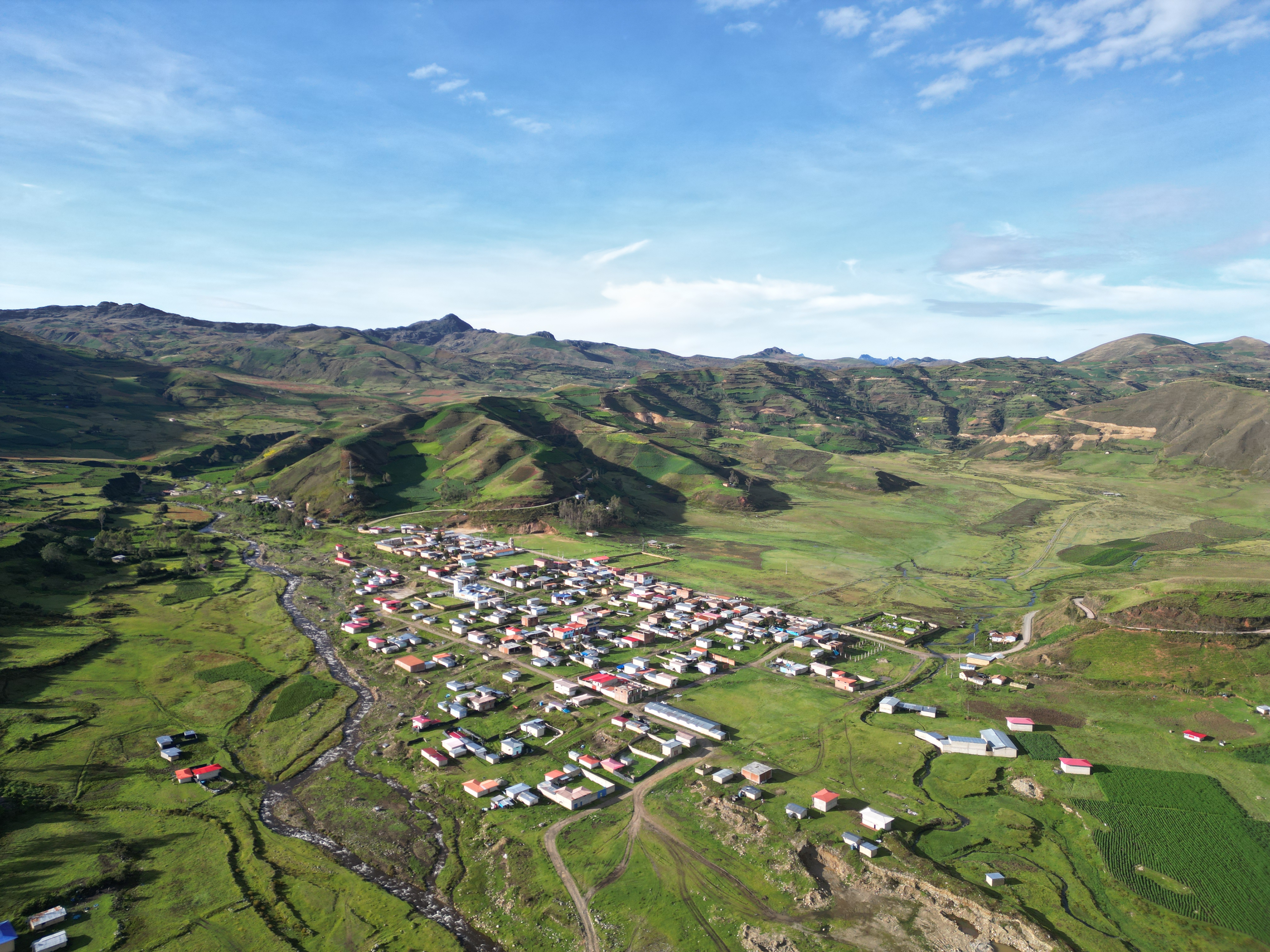
Vista desde un Drone del Centro Poblado de Tomayrica.
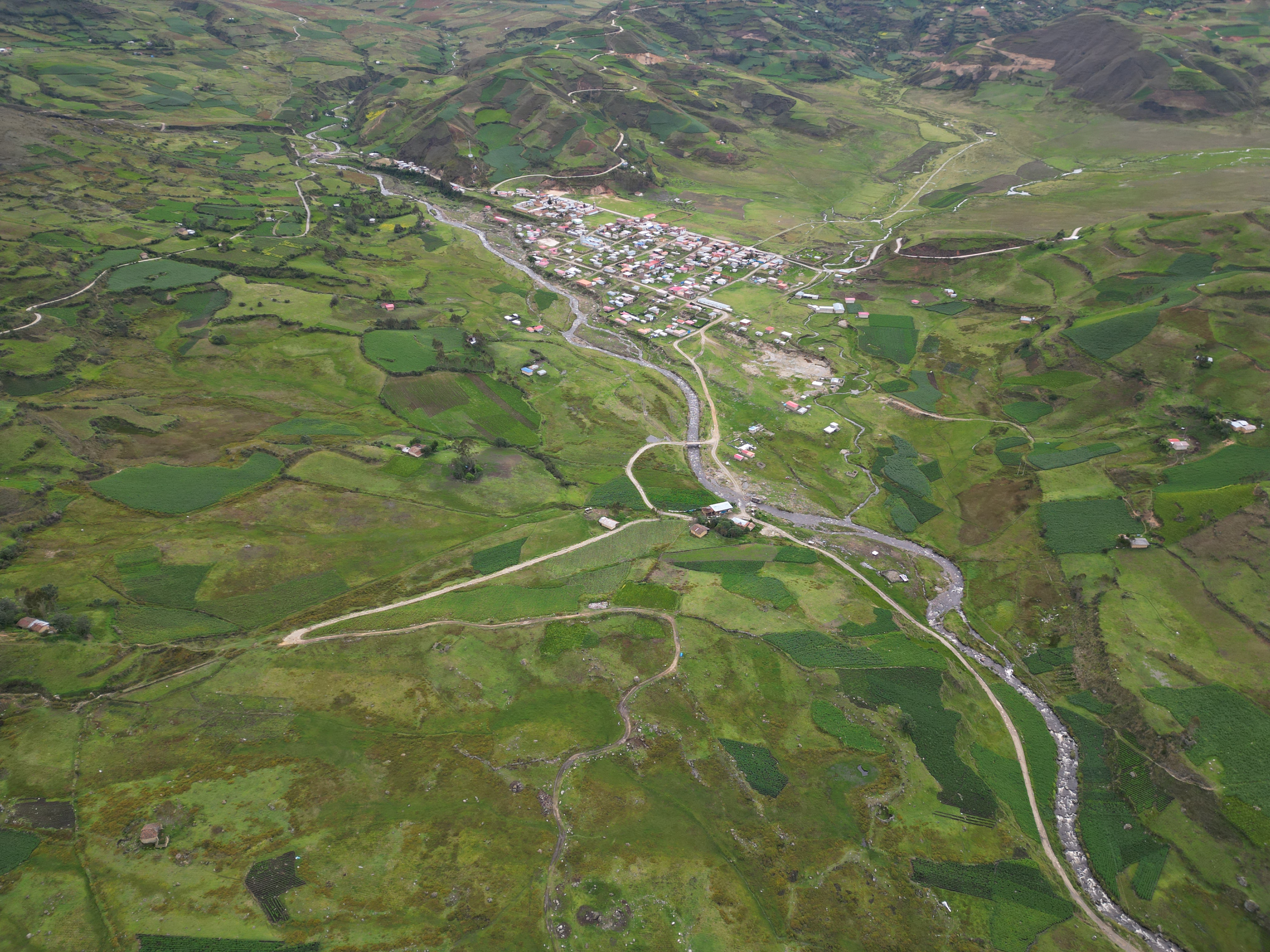
Vista del paisaje durante la temporada de lluvias del Centro Poblado de Tomayrica.
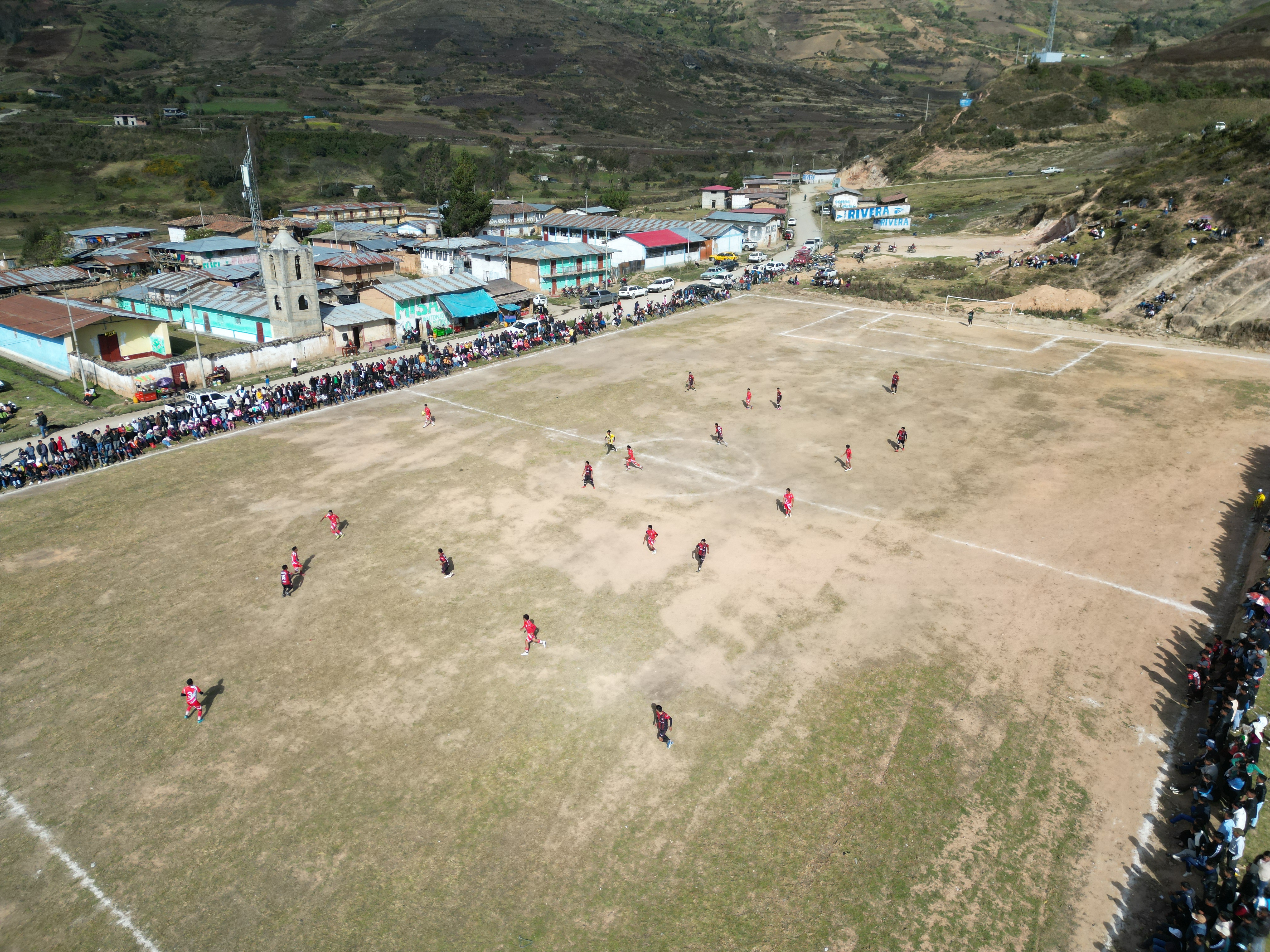
Imagenes durante el aniversario del centro poblado de Tomayrica.

## Redes Sociales Oficiales
El centro poblado de Tomayrica cuenta con presencia en los distintos redes sociales con colaboración de los pobladores.
| Canales Oficiales en Redes Sociales | Enlaces     |
| ----------------------------------- | ----------- |
| Facebook                            | cptomayrica |
| Youtube                             | cptomayrica |
| Instagram                           | cptomayrica |
| Tiktok                              | cptomayrica |